# Union Internationale Motonautique
La Union Internationale Motonautique (UIM) è la federazione sportiva internazionale, riconosciuta dal CIO che governa lo sport della motonautica.

## Campionati mondiali organizzati
- Campionato del mondo offshore
- Campionato del mondo formula 1 motonautica
- Campionato del Mondo Aquabike